# Ежовиковые
Ежовиковые (лат. Hydnaceae) — семейство грибов порядка Кантарелловые (Cantharellales).
К этому семейству относятся грибы с четко разделёнными шляпкой и ножкой. Плодовые тела мясистые. Гименофор состоит из легко отделяющихся (у зрелых грибов) конических шипов. Споры белые, эллипсоидной или округлой формы. Некоторые виды съедобны. Растут на почве в лиственных и хвойных лесах.

## Классификация
В семействе описано 5 родов, самый известный среди них — Ежовик или Гиднум.
- Hydnaceae Chevall., 1826 — Ежовиковые
  - Corallofungus Kobayasi, 1983
    - Corallofungus argenteus Vaill., 1723

  - Gloeomucro R.H. Petersen, 1980
  - Hydnum L., 1753 typus — Ежовик
    - Hydnum ambustum  Cooke & Massee, 1887
    - Hydnum durieui Sacc., 1888
    - Hydnum elatum Massee, 1914
    - Hydnum papyraceum Wulfen, 1786
    - Hydnum repandum L., 1753 — Ежовик жёлтый
    - Hydnum rufescens Pers., 1799 — Ежовик рыжеющий
    - Hydnum umbilicatum Peck, 1902
    - и другие

  - Nigrohydnum Ryvarden, 1987
    - Nigrohydnum nigrum Ryvarden, 1987

  - Phaeoradulum Pat., 1900
    - Phaeoradulum guadalupense Pat., 1900[1]